# Alto Adige. Spartizione subito?
Alto Adige. Spartizione subito?, è un libro scritto verso la fine degli anni 1970 da due sociologi, Sabino Acquaviva e Gottfried Eisermann, che ebbero l'incarico dai rispettivi ministeri, Italia e Germania, di condurre una ricerca sociologica sulla questione delle minoranze etniche in Alto Adige.
L'indagine, onde evitare sbilanciamenti a favore di un gruppo etnico o l'altro, venne volutamente incaricata in cooperazione ad un italiano e ad un tedesco in modo da ottenere un risultato possibilmente imparziale. Il libro pubblicato nel 1980 è una sintesi dello studio consegnato ai relativi ministeri.
Il libro, sin dal titolo, propose la spartizione su base etno-territoriale della provincia di Bolzano: gli italiani da Bolzano in giù con l'Italia, i tedeschi da Bolzano in su con l'Austria. La tesi dei due sociologi è che la separazione fisica tra i gruppi attraverso la creazione di un nuovo confine sia l'unica maniera di evitare la progressiva dominazione del gruppo tedesco sul gruppo italiano in tutto il territorio provinciale. Scriveva Acquaviva che «naturalmente nessuno sarà obbligato a trasferirsi. Solo che a sud si parlerà italiano, a nord tedesco».
Il volume di Acquaviva ed Eisermann si inserisce nel filone sul "disagio degli italiani" in Alto Adige a seguito dell'approvazione del "pacchetto di autonomia" del 1972. Nello stesso filone si trovano i due libri di Sebastiano Vassalli Sangue e suolo (1985) e Il Confine (2015).

## Contenuti
I punti cardine della ricerca includono:
- Negazione del gruppo etnico 'mistilingue' che era cavallo di battaglia della politica langheriana (Alexander Langer) della Nuova Sinistra/Neue Linke contro le "gabbie etniche" volute dalla Südtiroler Volkspartei (SVP). Secondo Acquaviva e Eisermann, nel giro di una generazione, al massimo due, i mistilingue optano inevitabilmente per un gruppo o l'altro e statisticamente rientrano nel gruppo dominante sul territorio.
- Negazione che vi fosse una condizione di "Todesmarsch" a carico del gruppo etnico tedesco. Questa conclusione trovò l'avversità degli esponenti della SVP.
- Messa in discussione dell'efficacia del pacchetto di autonomia per la conservazione dei due gruppi etnici, italiano e tedesco. L'attacco a tali affermazioni fu diretto dallo schieramento DC-PSI-PCI dell'epoca che vedevano come negazione di anni di politica autonomista in provincia tra Roma, Bolzano e Vienna. Pacchetto autonomista votato a fine anni '60 dai loro rispettivi partiti a Roma e annunciato come soluzione definitiva ed esempio per l'Europa.
- Esistenza di una "Todesmarsch" italiana che avrebbe portato ad una compressione numerica del gruppo etnico italiano ed alla loro progressiva marginalizzazione professionale e lavorativa sul territorio. Tesi avversata da SVP e dall'allora pentapartito.
- Proposta secessionista di spartizione subito, immediata e confine a Bolzano: tesi giudicata delirante dal MSI che vedeva il confine del Brennero come sacro. Nemmeno gli altri partiti dello schieramento politico, sino alla SVP accolsero positivamente tale proposta di spartizione.

Le conclusioni di Acquaviva e Eisermann accesero polemiche da parte di tutto l'arco politico del consiglio provinciale della Provincia autonoma di Bolzano, dalla destra italiana del MSI, fino alla SVP.

## Critiche
Da un punto di visto della ricerca sociologica, la ricerca fu criticata per aver riprodotto alcuni degli stereotipi che intendeva affrontare, riprendendo concetti delle politiche di pulizia etnica e delle Opzioni in Alto Adige.

## Edizioni
- Sabino Acquaviva e Gottfried Eisermann, Alto Adige. Spartizione subito?, Bologna, Patron, 1981, ISBN 9788855517492, OCLC 13428712.